# Observatori de la Llengua Catalana
Het Observatorium voor de Catalaanse taal of Observatori de la Llengua Catalana is een politiek onafhankelijke Catalaanse en pluralistische federatie van culturele en burgerlijke verenigingen die zich inzetten voor de bescherming en bevordering van het Catalaans, met de steun van het Institut d'Estudis Catalans, het universitaire netwerk Joan Lluís Vives en TV3. De federatie houdt het midden tussen een denktank en een lobbygroep voor de bevordering van de Catalaanse taal en cultuur. Een van de belangrijkste activiteiten is de publicatie van het tweejaarlijkse wetenschappelijke met statistieken onderbouwde rapport over de toestand van het Catalaans in de Catalaanse landen. Het observatorium werd opgericht onder de leiding van leraar en schrijver Josep Romeu i Bisbe (1952-2013).

## Leden
De volgende organisaties zijn lid van de federatie: het Centre Unesco de Catalunya (Barcelona), het Comité voor de opvolging van de Universele verklaring voor de taalrechten (Barcelona), Cultural Nord (Perpinyà), het Instituut Linguapax (Barcelona), Òmnium Cultural (Barcelona), de Organització pel multilingüisme, (Manlleu), de Acció Cultural del País Valencià (València, het Casal Jaume I de Fraga (Franja de Ponent), de Associació de Juristes en Defensa de la Llengua Pròpia (Barcelona), het Centre Cultural Català-Casal Jaume I de Perpinyà (Perpinyà), het Centre Internacional Escarré per a les Minories Ètniques i Nacionals-Ciemen (Barcelona), de Raad van de Illustere Advocaten van Catalonië (Barcelona), de Stichting Congrés de Cultura Catalana (Barcelona), het Obra Cultural Balear, (Palma), Omnium Cultural de l'Alguer (L'Alguer) en ten slotte het Platform voor de taal (Barcelona).

## Enkele publicaties
- Miquel Àngel Pradilla i Cardona en Natxo Sorolla Vidal (redactie), Informe sobre la situació de la Llengua Catalana (2011), tweejaarlijks wetenschappelijk bericht over de situatie van het Catalaans.
- Report on the application by the spanish state of the European Charter on Regional and Minority Languages with respect to the Catalan language
- Santiago J. Castellà Surribas, Cap a un estat plurilingüe (Naar een meertalige staat), Barcelona, OLC, 2006.
- Esteve Gòmez, El nom, la unitat I la normalitat:informe sobre el reconeixement del català com a llengua oficial i propia del Pais Valencià, 2005 (De naam, de taalunie en de normaliteit: bericht over de erkenning van het Catalaans als officiële en eigen taal in het Land van Valèncië)[4]